# Наумово (Татарстан)
Наумово — деревня в Рыбно-Слободском районе Татарстана. Входит в состав Корноуховского сельского поселения.

## География
Находится в центральной части Татарстана на расстоянии приблизительно 19 км на северо-запад по прямой от районного центра поселка Рыбная Слобода у речки Ошняк. 

## История
Основана в XVIII веке.

## Население
Постоянных жителей было: в 1859 году - 241, в 1897 - 315, в 1908 - 313, в 1920 - 321, в 1926 - 298, в 1949 - 253, в 1958 - 145, в 1970 - 90, в 1989 - 21, в 2002 году 9 (русские 100%), в 2010 году 4.